# Leopoldo Horst

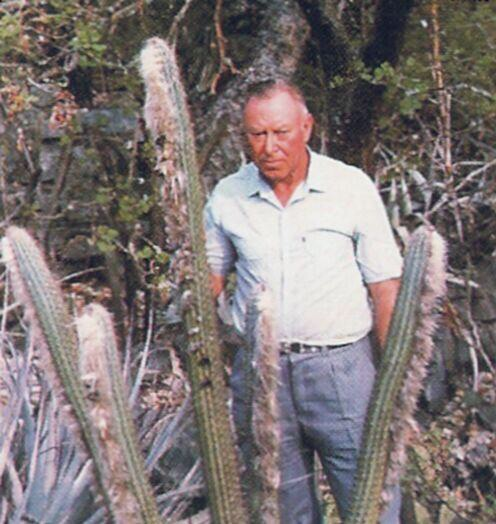
Leopoldo Horst 1983 am Standort von Pilosocereus braunii, Bahia, Brasilien

Leopoldo Horst (* 16. Februar 1918 in Estrela, Rio Grande do Sul, Brasilien; † 3. Februar 1987 in Arroio da Seca, Imigrante, Brasilien) war ein international bekannter Kakteensammler.

## Leben
Leopoldo Horst war der Sohn eines deutschstämmigen Bauernehepaars. Seine Großeltern stammten aus Tecklenburg/Westfalen und wanderten 1879 nach Südamerika aus. Bereits in seiner Jugend erwachte das Interesse an der brasilianischen Flora. Er lebte zunächst mit seiner Frau Melita von einer bescheidenen Landwirtschaft. Horst wechselte aber noch mehrmals den Beruf. Ende der 1950er Jahre konnte er auf Geschäftsreisen mehrere Munizipien von Rio Grande do Sul nach Kakteen durchsuchen und fand dabei zahlreiche Neuheiten. Dadurch kam er in Kontakt mit Albert Frederik Hendrik Buining und Walther Haage. 1963 besuchte ihn Friedrich Ritter, der mit Horst einige Exkursionen unternahm, und die ersten Horst-Funde als neue Arten beschrieb. 1964 knüpfte Horst Kontakt zum Schweizer Kakteenhändler Werner Uebelmann, welcher alle Horst-Funde unter der gemeinsamen Feldnummer "HU" (= Horst & Uebelmann) in seiner Gärtnerei vermehrte und weiterverbreitete. Wichtige Reisen nach Nordbrasilien unternahm er zusammen mit Albert Buining in den Jahren 1966, 1967, 1968, 1972 und 1974. Mit Werner Uebelmann reiste er zwischen 1965 und 1988. In den späten 1970er Jahren entstand ein enger Kontakt zu Werner Rauh und Pierre Braun, mit denen er ebenfalls Exkursionen in Brasilien unternahm. 1983 unternahm er mit Pierre Braun seine letzte große, mehrmonatige Forschungsreise durch die Bundesstaaten Rio Grande do Sul, Santa Catharina, Parana, Mato Grosso do Sul, Mato Grosso, Goias, Tocantins, Bahia, Minas Gerais, Esprito Santo und Rio de Janeiro.
Leopoldo Horst hatte zwei Söhne und eine Tochter. Sein Sohn Kurt-Ingo Horst war häufiger mit seinem Vater im Feld unterwegs und führte die Kakteensammlung weiter, die bis heute als Horst Comércio de Cactus in Imigrante weiterexistiert.

## Nach Horst benannte Taxa
U. a. wurden folgende Arten nach Horst benannt:
- Arrojadoa horstiana P.J. Braun & Heimen (Cactaceae)
- Cleistocactus horstii P.J. Braun (Cactaceae)
- Discocactus horstii Buining & Brederoo (Cactaceae)
- Frailea horstii F. Ritter (Cactaceae)
- Gymnocalycium horstii Buining (Cactaceae)
- Notocactus horstii F. Ritter (Cactaceae)
- Wigginsia horstii F. Ritter (Cactaceae)
- Bromelia horstii Rauh (Bromeliaceae)
- Cryptanthus leopoldo-horstii Rauh (Bromeliaceae)
- Tillandsia horstii W.Rauh (Bromeliaceae)
- Hohenbergia leopoldo-horstii E.Gross, Rauh & Leme (Bromeliaceae)

## Schriften (Auswahl)
- Horst & Uebelmann Feldnummernliste. Selbstverlag Werner Uebelmann, 1996.